# Mues
Mues è un comune spagnolo di 109 abitanti situato nella comunità autonoma della Navarra.